# Conflicto en el Kurdistán sirio
El conflicto en el Kurdistán sirio, campaña en el Kurdistán sirio o rebelión kurda en Siria es un conflicto armado actual en Siria por parte de la población kurda residente en el país árabe, principalmente contra el gobierno de Bashar al-Asad. El conflicto forma parte de la Guerra Civil Siria.
Durante el inicio de la Guerra Civil los kurdos permanecieron mayoritariamente 
activos, con militantes kurdos enfrentándose esporádicamente contra fuerzas gubernamentales y el Ejército Libre Sirio por el control de las zonas norte y noreste de Siria.
Desde febrero de 2013, las facciones kurdas empezaron a involucrarse más en el conflicto sirio, tomando partido por la oposición siria contra el gobierno de Asad y el Ejército libre sirio, y firmando acuerdos políticos y militares con facciones de la oposición. Además, aunque algunos islamistas kurdos han asumido el liderazgo de facciones islámistas como el Frente al-Nusra, el principal grupo de la oposición kurda, el PYD y su rama armada, las YPG han estado luchando contra al-Nusra y el Estado Islámico de Irak y el Levante desde 2012. Los Comités para la Protección del Pueblo Kurdo (YPG) han expulsado a miembros de al-Nusra y el ISIS de la ciudad estratégica de Ras al-Ain en la provincia de Hasaka y han luchado contra ellos en el norte de la provincia de Raqqa en julio de 2013.

## Antecedentes
Los kurdos constituyen el nueve por ciento de la población de Siria o 2 millones de personas. El gobierno considera que el noreste del país, donde viven los kurdos, es estratégicamente importante, ya que contiene un gran porcentaje de los suministros de petróleo del país.

### Revueltas en Qamishli de 2004
Desde 2004, varios disturbios en las zonas kurdas de Siria llevaron a un aumento de la tensión. En 2004, estallaron disturbios contra el gobierno en la ciudad nororiental de Qamishli. Durante un partido de fútbol caótico, algunas personas agitaban banderas kurdas, y el partido se convirtió en un conflicto político. En la represión que siguió la policía y los enfrentamientos entre los grupos kurdos y árabes, dejaron al menos 30 personas asesinadas, con algunas afirmaciones que indican un número de bajas de alrededor de 100 personas. Enfrentamientos ocasionales entre manifestantes kurdos y las fuerzas gubernamentales se han producido desde entonces.

## El camino hacia el autogobierno de Rojava

### Guerra Civil Siria
En el año 2011, los Kurdos participaron en las primeras etapas de la insurrección siria en números más pequeños que sus contrapartes árabes sirios. Esto fue explicado como debido a la aprobación de la oposición turca y kurda, bajo la representación en el Consejo Nacional Sirio (SNC).
"El régimen trató de neutralizar los kurdos", dijo Hasan Saleh, líder del Partido Kurdo Yekiti. "En las zonas kurdas, las personas no están siendo reprimidos como las zonas árabes. Pero los activistas son arrestados". De acuerdo con Ariel Zirulnick del Christian Science Monitor, el gobierno de Asad "logró convencer a muchos de los kurdos y cristianos de Siria que, sin el puño de hierro de un líder que hiciera frente a las amenazas que se les plantean a las minorías, podrían correr la misma suerte" que las minorías en el Líbano e Irak.

### Acuerdo de la Ciudad de Erbil
Las protestas contra el gobierno habían estado presentes en las zonas kurdas de Siria desde marzo de 2011, como parte del más amplio levantamiento sirio, pero los enfrentamientos comenzaron después de que el Partido de la Unión Democrática (PYD) y el Consejo Nacional Kurdo (KNC) firmaran un acuerdo de siete puntos el 11 de junio de 2012 en Erbil bajo el auspicio del presidente del Kurdistán iraquí, Massoud Barzani. Este acuerdo, sin embargo, no se llegó a aplicar por lo que un nuevo acuerdo de cooperación entre las dos partes se firmó el 12 de julio, que llevó a la creación del Comité Supremo Kurdo como órgano de gobierno de todos los territorios controlados por los kurdos.

### Negociación de los partidos Kurdos
El Movimiento Nacional de Partidos kurdos en Siria, que constaba de 12 partidos kurdos de Siria, boicotearon una cumbre de la oposición siria en Antalya, Turquía, el 31 de mayo de 2011, afirmando que "cualquier reunión, celebrada en Turquía sólo puede ser un perjuicio para los kurdos en Siria, porque Turquía está en contra de las aspiraciones de los kurdos, no sólo en lo que respecta al norte del Kurdistán, sino en todas las cuatro partes del Kurdistán, incluida la región kurda de Siria". El representante del Partido Kurdo de Izquierda, Saleh Kado, afirmó que "nosotros, los kurdos en Siria, no confiamos en Turquía o en sus políticas, y es por eso que hemos decidido boicotear la cumbre".
Durante la cumbre de agosto en Estambul, que llevó a la creación del Consejo Nacional Sirio, sólo dos partidos del Movimiento Nacional de Partidos kurdos en Siria (el Partido de la Unión y el Partido de la Libertad), asistieron a la cumbre. El líder kurdo Shelal Gado afirmó que la razón para no participar fue que "Turquía está en contra de los kurdos... en todas partes del mundo", y que "Si Turquía no da derechos a sus 25 millones de kurdos, ¿cómo puede defender los derechos del pueblo sirio y de los kurdos de allí?". Abdulbaqi Yusuf, que representa al Partido de la Libertad kurdo, sin embargo, afirmó que su partido no sentía ninguna presión turca durante la reunión y participó para representar las demandas kurdas.
El 7 de octubre de 2011, un destacado militante de los derechos de los kurdos, Tammo Mashaal, fue asesinado por hombres armados enmascarados que irrumpieron en su apartamento, siendo el gobierno sirio acusado de su muerte. Al menos 20 civiles más murieron también durante la represión de manifestaciones en todo el país.
El 20 de septiembre, el político kurdo Mahmud Wali fue asesinado por hombres armados enmascarados en la ciudad de Ras al-Ayn.

### Neutralidad
El presidente del Partido de la Unión Democrática (PYD), Salih Muslim Muhammad dijo que su no participación se debió a una decisión táctica, explicando que: "Hay una tregua de facto entre los kurdos y el gobierno, las fuerzas de seguridad dan más de sí sobre las provincias árabes de Siria a. manifestantes cara, y no pueden permitirse la apertura de un segundo frente en el Kurdistán sirio. Por nuestra parte, necesitamos que el ejército se mantenga alejado. Nuestro partido está ocupado organizaciones que establecen, comités, capaces de hacerse cargo de la administración Ba'ath el momento en que él se derrumbe el régimen".
El líder del Partido de los Trabajadores del Kurdistán (PKK), Cemil Bayik, declaró en noviembre de 2011 que si Turquía fuera a intervenir contra Asad, el PKK podría luchar en el lado sirio. Murat Karayilan, comandante jefe militar del PKK amenazó con convertir todas las zonas de población kurda en Turquía en una zona de guerra si las fuerzas turcas entraban en Siria.
Para el 10 de marzo de 2012, aproximadamente el 0,38% o 40 de los 10.553 muertos durante el levantamiento sirio había ocurrido en la zona kurda de Al-Hasakah, a pesar de que esa Gobernación acoge a casi el 7% de la población de Siria.
El 10 de junio de 2012, el Consejo Nacional Sirio, un grupo mayoritario de la oposición, anunció a su nuevo líder Abdulbaset Sieda, de etnia kurda.

### Unidades de Protección Popular y reclamación de diferentes territorios
Las Unidades de Protección del Pueblo (YPG) entraron en el conflicto al capturar la ciudad de Kobanî el 19 de julio de 2012, seguida de la captura de Amuda y Efrîn el 20 de julio. Las ciudades cayeron sin mayores enfrentamientos, ya que las fuerzas de seguridad sirias se retiraron sin una resistencia significativa. El ejército sirio se retiró para luchar en otro lugar. El KNC y el PYD luego formaron un consejo de liderazgo conjunto para administrar las ciudades capturadas.

### Rojava autónoma establecida
El 1 de agosto de 2012, las fuerzas de seguridad del estado en la periferia del país se involucraron en la batalla que se desarrollaba en Alepo. Durante esta gran retirada del norte, las YPG tomaron el control de al menos partes de Qamishli, Efrin, Amude, Dirbesiye y Kobanî con muy pocos conflictos o bajas.
Las fuerzas del YPG continuaron con su avance y el 21 de julio capturaron Al-Malikiyah (en kurdo: Derika Hemko), que se encuentra a 10 kilómetros de la frontera con Turquía.
El objetivo de los rebeldes era Qamishli, la mayor ciudad kurda en Siria. El mismo día, el gobierno sirio atacó a una patrulla de miembros kurdos del YPG e hirió a un miliciano.
Al día siguiente se informó de que las fuerzas kurdas seguían luchando por Al-Malikiyah, donde un activista kurdo fue asesinado después de que fuerzas de seguridad del gobierno abrieron fuego contra los manifestantes. El YPG también tomó el control de las ciudades de al-'Ayn Ra (en kurdo: Sere Kaniyê) y Al-Darbasiyah (en kurdo: Dirbêsî), después de que las unidades de seguridad se retiraran de estas áreas, tras un ultimátum emitido por los kurdos. El mismo día, se produjeron enfrentamientos entre las fuerzas del YPG en Qamishli y el gobierno, en los que un combatiente kurdo murió y otros dos resultaron heridos, junto con un funcionario del gobierno.
La facilidad con la que las fuerzas kurdas capturaron los pueblos e hicieron retroceder a las tropas del gobierno se especuló que era debida a que el gobierno llegó a un acuerdo con los kurdos para que las fuerzas militares de la zona fueran retiradas para atacar a las fuerzas de la oposición en el resto del país.
El 24 de julio, el PYD anunció que las fuerzas de seguridad sirias se retiraron de la pequeña ciudad kurda de 16.000 habitantes de Al-Ma'bada (en kurdo: Girke lege), situada entre Al-Malikiyah y las fronteras turcas. Las fuerzas del YPG tomaron el control de todas las instituciones del gobierno
El 2 de agosto de 2012, el Comité de Coordinación Nacional para el Cambio Democrático anunció que la mayoría de las ciudades de mayoría kurda en Siria, excepto Qamishli y Hasaka, ya no estaban controladas por las fuerzas gubernamentales y ahora estaban gobernadas por partidos políticos kurdos. En Qamishli, las fuerzas militares y policiales del gobierno permanecieron en sus cuarteles y los funcionarios de la administración de la ciudad permitieron que se izara la bandera kurda.
Se informó en agosto que los kurdos en el norte controlado por Siria habían establecido comités locales y puestos de control para buscar los coches. El cruce fronterizo entre el noreste de Siria e Irak ya no era ocupado por las fuerzas gubernamentales. Los kurdos declararon que defenderían sus ciudades si las fuerzas del gobierno o de la oposición trataban de entrar en ellas. En algunas zonas de Qamishli, los puestos de control del gobierno seguían activos, sin embargo, los kurdos negaron la cooperación con el gobierno sirio y afirmaron que las tropas permanecieron en sus puestos de control con la esperanza de evitar una confrontación militar. En el mismo mes, el Ejército Libre de Siria (FSA) bombardeó el centro de inteligencia del gobierno en la ciudad.
Desde la retirada de las fuerzas militares y de seguridad, la ciudad de Ayn al-Arab ha sufrido de falta de alimentos y combustible. La situación también ha empeorado debido a la afluencia de refugiados procedentes de Alepo.
El 6 de septiembre, activistas kurdos informaron que 21 civiles habían perdido la vida en el barrio kurdo de Sheikh Maksud en Aleppo, cuando el ejército sirio bombardeó la mezquita local y sus alrededores. A pesar de ser un distrito neutral durante la Batalla de Alepo y libre del gobierno y los enfrentamientos del FSA, los residentes locales creen que el distrito fue bombardeado como represalia por dar refugio a los civiles contra el gobierno de otras partes de la ciudad. En un comunicado emitido poco después, las unidades populares de protección kurdas (YPG) prometieron tomar represalias.
Unos días después, las fuerzas kurdas mataron tres soldados en Efrîn y capturaron a un número de soldados gubernamentales en Ayn al-Arab y Al-Malikiyah, desde donde se dirigían las fuerzas gubernamentales de seguridad restantes. También se informó que el gobierno había empezado a armar a las tribus árabes alrededor de Qamishli, en preparación para una posible confrontación con las fuerzas kurdas, que todavía no controlan por completo la ciudad.
Al menos ocho soldados pro-Asad murieron y 15 heridos por un coche bomba en el distrito de al-Gharibi de Qamishli el 30 de septiembre.
El 8 de noviembre, el FSA atacó posiciones del ejército sirio en la ciudad de Ras al-Ayn (en kurdo: Serêkanî). Según el periodista turco Mehmet Aksakal dos turcos habían resultado heridos en la ciudad fronteriza de Ceylanpinar. También sugirió que los enfrentamientos podían ser resultado de la insatisfacción creciente entre KNC y PYD. Unos 10 rebeldes y 20 soldados sirios murieron en los enfrentamientos, mientras que alrededor de 8.000 residentes huyeron a Ceylanpinar.
El 10 de noviembre, la milicia del YPG con la ayuda de los kurdos locales irrumpió en las ciudades de Al-Darbasiyah y Tel Tamer. Este ataque fue motivado por la violencia en Ras al-Ain. También dejó a sólo dos ciudades importantes en manos del gobierno en la zona, Al-Hasakah y Qamishli.
El 13 de noviembre fuerzas kurdas rebeldes capturaron la ciudad de Malikieh, conocida en kurdo como Derik, ciudad  clave siria en la región dando un duro golpe a las fuerzas leales.
El 14 de noviembre, los combatientes del FSA tomaron el control de un puesto del ejército cerca de Ras Al Ain, matando a 18 soldados. El 15 de noviembre, el FSA anunció que habían tomado el control total de Ras Al Ain. Tampoco hubo ataques aéreos del gobierno en la ciudad por primera vez en los últimos 3 días, como si las fuerzas del Gobierno hubieran renunciado a tratar de retomar la ciudad.
Los grupos rebeldes kurdos, temerosos de que un gobierno islamista les desplazara del norte de Siria, hicieron frente a los rebeldes en la ciudad de Ras Al Ayn. Según el Observatorio Sirio de Derechos Humanos un francotirador sirio habría matado al líder del Consejo Kurdo local.

### Enfrentamientos entre kurdos y rebeldes
Los rebeldes sirios se enfrentaron a cientos de combatientes kurdos en combates sin precedentes en el norte de Siria, unas horas después de haber desalojado a las tropas gubernamentales de una importante parte del este del país, a lo largo de la frontera con Irak. 
La batalla, en la frontera con Turquía ocurrió entre cientos de insurgentes islamistas y miembros del brazo sirio del Partido de los Trabajadores Kurdos (PKK). En la ciudad de Rass Al Ain, donde los rebeldes retomaron un paso fronterizo hacia Turquía, 200 yihadistas del Frente al Nosra y un centenar de hombres de la brigada islamista Ghuraba al Sham, respaldados por tres tanques tomados al ejército sirio, se oponían a unos 400 combatientes kurdos. En un vídeo colgado en internet, Ghuraba al Cham acusa al Partido de la Unión Democrática (PYD), brazo sirio del PKK, acusado por los rebeldes de favorecer al gobierno, cuyas tropas se retiraron de varias localidades de la región que cayeron en manos de los kurdos.[cita requerida]
Un hombre, en medio de 50 de rebeldes armados ante un tanque, llama a “todos aquellos que se enfrentan a nuestra revolución y que apuntan sus armas hacia nosotros, entre ellos el PYD, el PKK, a retirarse de inmediato de Rass al Ain”.
El norte y el noreste albergan la mayoría de los dos millones de kurdos de Siria.Turquía acusó al poder en Damasco de haber “confiado” varias zonas del norte al PYD.
A principios del mes de noviembre, kurdos y árabes colaboraron en la expulsión de las fuerzas de Bachar al Asad de la provincia de Al Hasaka, fronteriza con Turquía.
Pero la alianza entre las dos etnias ha sido temporal. El Ejército Libre Sirio clama ahora haber conseguido expulsar a los kurdos de la zona, lo que considera una victoria.

### Bombardeo de diciembre 2012
El 3 de diciembre, los ataques aéreos realizados por la Fuerza Aérea Siria contra una estación de policía y antigua oficina de correos en el barrio Mahatta mató e hirió a doce docenas más. Entre los muertos había seis kurdos, tres de ellos niños.
Un ataque aéreo de la Fuerza Aérea contra posiciones de los rebeldes en la localidad de Ras al Ain, fronteriza con Turquía, el día 3 de diciembre de 2012 ha vuelto a provocar hoy el pánico en Ceylanpinar, el municipio turco limítrofe, al impactar metralla de granadas en el pueblo.
Según la agencia de noticias turca "Anadolu", cazas sirios bombardearon sobre las 08.20 GMT las posiciones de los rebeldes que en noviembre se habían hecho con el control de Ras al Ain tras duros combates. En repuesta Turquía desplegó aviones para bombardeo sirio en pueblos fronterizos, preocupada por la crisis y la situación de choque que tenía con el gobierno sirio.

## Relaciones y conflictos actuales
Para el año 2020 había cuatro fuerzas principales involucradas en la revolución de Rojava. Las Unidades de Protección Popular están trabajando con el PYD y otros partidos políticos para establecer el autogobierno en Rojava. Las fuerzas del gobierno sirio aún mantienen el dominio en algunas áreas de Rojava bajo el liderazgo del gobierno de Assad. Una colección de fuerzas islamistas sunitas, la más grande de las cuales es el Estado Islámico de Irak y el Levante (ISIL), luchó para gobernar la región a través del fundamentalismo islámico. Finalmente, había varias milicias bajo el estandarte general del Ejército Sirio Libre cuyas intenciones y alianzas han diferido y cambiado con el tiempo.

### Relaciones y conflictos entre el gobierno sirio y Rojava
Si bien el conflicto entre las YPG y el gobierno sirio no ha sido tan activo como la lucha contra las fuerzas islamistas, ha habido varios conflictos entre las dos fuerzas. El territorio una vez controlado por el gobierno sirio tanto en Qamishli como en al-Hasakah ha sido tomado por las fuerzas de YPG. A fines de abril de 2016, estallaron enfrentamientos entre las fuerzas gubernamentales y los combatientes de las YPG por el control de Qamishli.
A principios de agosto de 2016, los combatientes de las YPG controlaban dos tercios de la ciudad nororiental de al-Hasakah, mientras que las milicias progubernamentales controlaban el resto. El 17 de agosto de 2016, estallaron fuertes enfrentamientos entre los combatientes de las YPG y las milicias progubernamentales, que resultaron en la muerte de cuatro civiles, cuatro combatientes kurdos y tres leales al gobierno. El 18 de agosto, aviones del gobierno sirio bombardearon posiciones de las YPG en Hasakah, incluidos tres puestos de control de las YPG y tres bases de las YPG. Los kurdos sirios habían exigido recientemente que la milicia progubernamental Fuerzas de Defensa Nacional se disolviera en al-Hasakah. Una fuente del gobierno dijo a la AFP que los ataques aéreos eran "un mensaje a los kurdos para que detuvieran este tipo de demandas que constituyen una afrenta a la soberanía nacional". Otro posible factor detrás de los combates puede haber sido el reciente deshielo en las relaciones turco-rusas que comenzó en julio de 2016; Rusia, un aliado clave del gobierno sirio, había estado apoyando previamente a las fuerzas kurdas sirias como un medio para ejercer presión sobre Turquía. Después de la reciente derrota territorial de ISIL en Siria e Irak y las mejoras en la relación turco-rusa, es posible que Rusia y sus aliados comenzaran a ver un YPG fuerte como cada vez menos útil.
En respuesta a los ataques de aviones sirios contra posiciones kurdas cerca de al-Hasakah, Estados Unidos envió aviones sobre la ciudad para disuadir nuevos ataques.
Para el 22 de agosto, las tropas del gobierno sirio, los combatientes de Hezbolá y los miembros de la milicia paramilitar iraní Basij se habían involucrado en la lucha contra las fuerzas kurdas en al-Hasakah.

### Relaciones internas y conflictos en Rojava
El 28 de diciembre de 2012, las fuerzas del gobierno sirio abrieron fuego contra los manifestantes pro-ELS en la ciudad de al-Hasakah, matando e hiriendo a varias personas. Las tribus árabes de la zona atacaron las posiciones de las YPG en la ciudad como represalia, afirmando que los combatientes kurdos estaban colaborando con el gobierno. Estallaron enfrentamientos y tres árabes murieron, aunque no estaba claro si fueron asesinados por las fuerzas de las YPG o por las tropas gubernamentales cercanas. Varios grupos kurdos organizaron manifestaciones en todo el noreste de Siria a fines de diciembre. Partidarios del PYD condujeron vehículos a baja velocidad durante una manifestación del KNC en Qamishli, aumentando las tensiones entre los dos grupos.
Del 2 al 4 de enero, manifestantes liderados por el PYD realizaron protestas en el barrio de al-Antariyah de Qamishli, exigiendo "libertad y democracia" tanto para kurdos como para sirios. Muchos activistas acamparon en el lugar. El 4 de enero, aproximadamente 10.000 personas participaban en las manifestaciones, entre las que también había un número menor de simpatizantes de otros partidos kurdos, como el KNC, que organizó una manifestación en el barrio de Munir Habib. Los organizadores del PYD habían previsto la participación de 100.000 personas, pero dicho apoyo no se materializó. Las manifestaciones coincidieron con mítines realizados en todo el país por la oposición árabe, aunque los partidos kurdos no utilizaron los mismos lemas que los árabes, y tampoco los mismos entre sus propios partidos. Los kurdos también se manifestaron en varias otras ciudades, pero no en toda la región kurda.
Mientras tanto, se produjeron varios incidentes armados entre el dominante PYD-YPG y otros partidos kurdos de la región, en particular el partido Unión Kurda ("Yekîtî"), parte de una coalición política kurda denominada Unión Democrática Kurda Siria formada el 15 de diciembre de 2012, que excluye al PYD. El 3 de enero, hombres armados del PYD organizaron un tiroteo desde un vehículo en marcha en una oficina de Yekîtî en Qamishli. Miembros armados de Yekîtî respondieron al fuego, hiriendo a un miembro del PYD. El mismo día, estallaron enfrentamientos armados entre combatientes de YPG y miembros del recién formado Batallón Jiwan Qatna de Yekîtî en ad-Darbasiyah. Cuatro miembros de Yekîtî fueron secuestrados por el YPG, que dijo que estaban afiliados a grupos islamistas, aunque los activistas de Yekîtî afirmaron que el PYD quería evitar que otros grupos kurdos se armaran. Luego de manifestaciones en la ciudad exigiendo su liberación y una intervención del KNC, los cuatro hombres fueron liberados al final del día.  El 11 de enero, las fuerzas de las YPG allanaron un campo de entrenamiento de Yekîtî vacío cerca de Ali Faru que se había construido a principios de enero, derribando las banderas kurda y FSA que ondeaban en la base. Aunque los miembros del PYD defendieron la redada diciendo que las banderas podrían haber atraído los ataques aéreos del gobierno, Yekîtî condenó la acción.

### Conflicto kurdo-islamista sirio
El conflicto kurdo-islamista sirio es un escenario importante en la Guerra Civil Siria, que comenzó en 2013 después de que estallaran los combates entre las Unidades de Protección del Pueblo Kurdo (YPG) y las facciones rebeldes islamistas en la ciudad de Ras al-Ayn. Las fuerzas kurdas lanzaron una campaña en un intento de tomar el control de las áreas controladas por islamistas en la gobernación de al-Hasakah y algunas partes de las gobernaciones de Raqqa y Alepo después de que al-Qaeda en Siria usara esas áreas para atacar a las YPG. El objetivo de los grupos kurdos y sus aliados también era capturar las áreas kurdas de los rebeldes islamistas árabes y fortalecer la autonomía de la región de Rojava.
Las fuerzas de YPG, así como más tarde las Fuerzas Democráticas Sirias (SDF) más amplias, se enfrentaron con las fuerzas islamistas en los años siguientes, en particular con las que representan al Estado Islámico de Irak y el Levante (ISIL). Dentro de estas batallas destacan:  asedio de Kobanî (2014), la ofensiva de Al-Hasakah (febrero-marzo de 2015), la ofensiva de Al-Hasakah (mayo de 2015), la ofensiva de Tell Abyad (mayo-julio de 2015), la batalla de Sarrin (junio-julio de 2015) 2015), la Batalla de Al-Hasakah (junio-agosto de 2015), la campaña de Raqqa (2016-presente) y la Batalla de Tabqa (2017).

## Conflicto Rojava-Turquía

### Zona de ocupación turca
La Ocupación turca del norte de Siria, denominada por el gobierno turco como Cinturón de seguridad en el norte de Siria (en turco: Suriye'de Güvenli Bölge y en árabe: الحزام الامني السوري الشمالي, al-Hizām al-amnī al-sūrī al-shamālī) son los diversos territorios pertenecientes a la República Árabe Siria que Turquía fue invadiendo desde su intervención militar de 2016 en la guerra civil siria. La capital es Azaz y la ciudad más grande es Afrin, los idiomas oficiales son el árabe y el turco, la moneda es la lira turca, la libra siria y el dólar estadounidense.
El inicio del avance turco, se encuentra específicamente en el noroeste de Siria, consiste de una franja de 30 kilómetros en medio de la frontera turco-siria y áreas ocupadas por diversas fuerzas beligerantes del conflicto armado. Su territorio está dividido entre las gobernaciones de Alepo e Idlib. Para el gobierno turco, el objetivo principal de la ocupación militar es evitar la aplicación del modelo político y social de la autodenominada Administración Autónoma del Norte y Este de Siria, entidad creada por el Comité Supremo Kurdo que busca su  o autonomía de Siria.
Según la perspectiva turca, los movimientos patrióticos kurdos son terroristas, por lo cual los combate al igual que lo hace contra los remanentes de Estado Islámico. En su territorio bajo administración, Turquía ha permitido a la Coalición Nacional para las Fuerzas de la Oposición y la Revolución Siria gobernar, el Ejército Nacional Sirio es el responsable de hacer cumplir la autoridad de la coalición. La intención turca es crear un «tapón» donde reubicar a 2 de los 3,6 millones de los refugiados sirios que se encuentran en Anatolia.
El también rebelde Ejército Libre Sirio, los independentistas kurdos, algunos islamistas de mayoría árabe y el gobierno sirio de Bashar al-Ásad consideran a la ocupación como un intento de Turquía por anexar territorio sirio. Estados Unidos, que mantiene varias de sus fuerzas estacionadas en el norte de Siria y es aliado tanto de Turquía como de los rebeldes kurdos y no kurdos, comunicó que no se interpondrá en los asuntos de otros actores políticos en esa zona del país árabe.